# Еліас Ернандес
Еліас Ернандес (ісп. Elías Hernández, нар. 26 квітня 1988, Морелія) — мексиканський футболіст, півзахисник клубу «Леон» та національної збірної Мексики.
У складі збірної — володар Золотого кубка КОНКАКАФ.

## Клубна кар'єра
Еліас Ернандес розпочав свою футбольну кар'єру в клубі «Монаркас Морелія». Його дебют у чемпіонаті Мексики стався в Апертурі 2007, 27 жовтня 2007 року в матчі проти «УАНЛ Тигрес». Ернандес вийшов на заміну на 60-й хвилині матчу, а його команда здобула перемогу з рахунком 1:0. У другому своєму матчі в Апертурі—2007, 3 листопада 2007 року, Еліас Ернандес також вийшов на заміну на 46-й хвилині матчу, і забив перший гол на 57-й хвилині у матчі проти «Крус Асуль». Всього за «Монаркас» Еліас провів 130 матчів і забив 22 голи у чемпіонаті.
Своєю грою за цю команду привернув увагу представників тренерського штабу клубу «Пачука», до складу якого приєднався влітку 2011 року. Проте відіграв за команду з Пачука-де-Сото лише півсезону і вже на початку 2012 року уклав контракт з клубом «УАНЛ Тигрес», у складі якого провів наступні півтора року своєї кар'єри гравця. Граючи у складі «УАНЛ Тигрес», також здебільшого виходив на поле в основному складі команди.
До складу клубу «Леон» приєднався 2013 року на правах оренди, але наступного року команда повністю викупила трансфер гравця. Всього він встиг відіграти за команду з Леона 124 матчі в національному чемпіонаті і двічі став чемпіоном країни.

## Виступи за збірну
11 серпня 2010 року дебютував в офіційних іграх у складі національної збірної Мексики в товариському матчі проти збірної Іспанії, який завершився з рахунком 1:1. Ернандес вийшов на заміну замість Джовані дос Сантоса на 65-й хвилині матчу. Перший гол за збірну Еліас провів 7 вересня 2010 року в товариському матчі проти збірної Колумбія (1:0).
Наступного року Еліас Ернандес був включений до складу збірної Мексики на Золотий кубок КОНКАКАФ 2011 року, де зіграв лише один матч. Це сталося у 2-му турі групового турніру в матчі проти збірної Коста-Рики. Ернандес вийшов на заміну на 66-й хвилині матчу замість Альдо де Нігріса і зробив гольовий пас на 76-й хвилині Хав'єра Ернандеса. В підсумки мексиканці виграли золоті нагороди того турніру.
У 2015 році Ернандес у складі збірної виграв історичний перший Кубок КОНКАКАФ, хоча на поле у матчі проти США (3:2) не виходив. Перемога у турнірі дозволила мексиканцями пробитись на Кубок конфедерацій 2017 року, куди Ернандес включений не був, проте через місяць став учасником розіграшу Золотого кубка КОНКАКАФ 2017 року у США.
Наразі провів у формі головної команди країни 17 матчів, забивши 3 голи.

### Голи за збірну
| #  | Дата           | Місце                         | Противник | Рахунок | Результат | Змагання         |
| -- | -------------- | ----------------------------- | --------- | ------- | --------- | ---------------- |
| 1. | 7 вересня 2010 | Сан-Ніколас, Мексика          | Колумбія  | 1:0     | 1:0       | Товариський матч |
| 2. | 28 червня 2017 | NRG-Стедіум, Х'юстон, США     | Гана      | 1:0     | 1:0       | Товариський матч |
| 3. | 1 липня 2017   | Сенчурі Лінк Філд, Сіетл, США | Парагвай  | 2:0     | 2:1       | Товариський матч |

## Титули і досягнення
- Володар Північноамериканської Суперліги (1): 2010
- Чемпіон Мексики (3): Апертура 2013, Клаусура 2014, 2021
- Володар Суперкубка Мексики (1): 2019
- Володар Кубка Мексики (1): Клаусура 2018-19
- Переможець Ліги чемпіонів КОНКАКАФ (1): 2023

### Збірна
- Володар Золотого кубка КОНКАКАФ (1): 2011
- Володар Кубка КОНКАКАФ (1): 2015